# Leapmotor

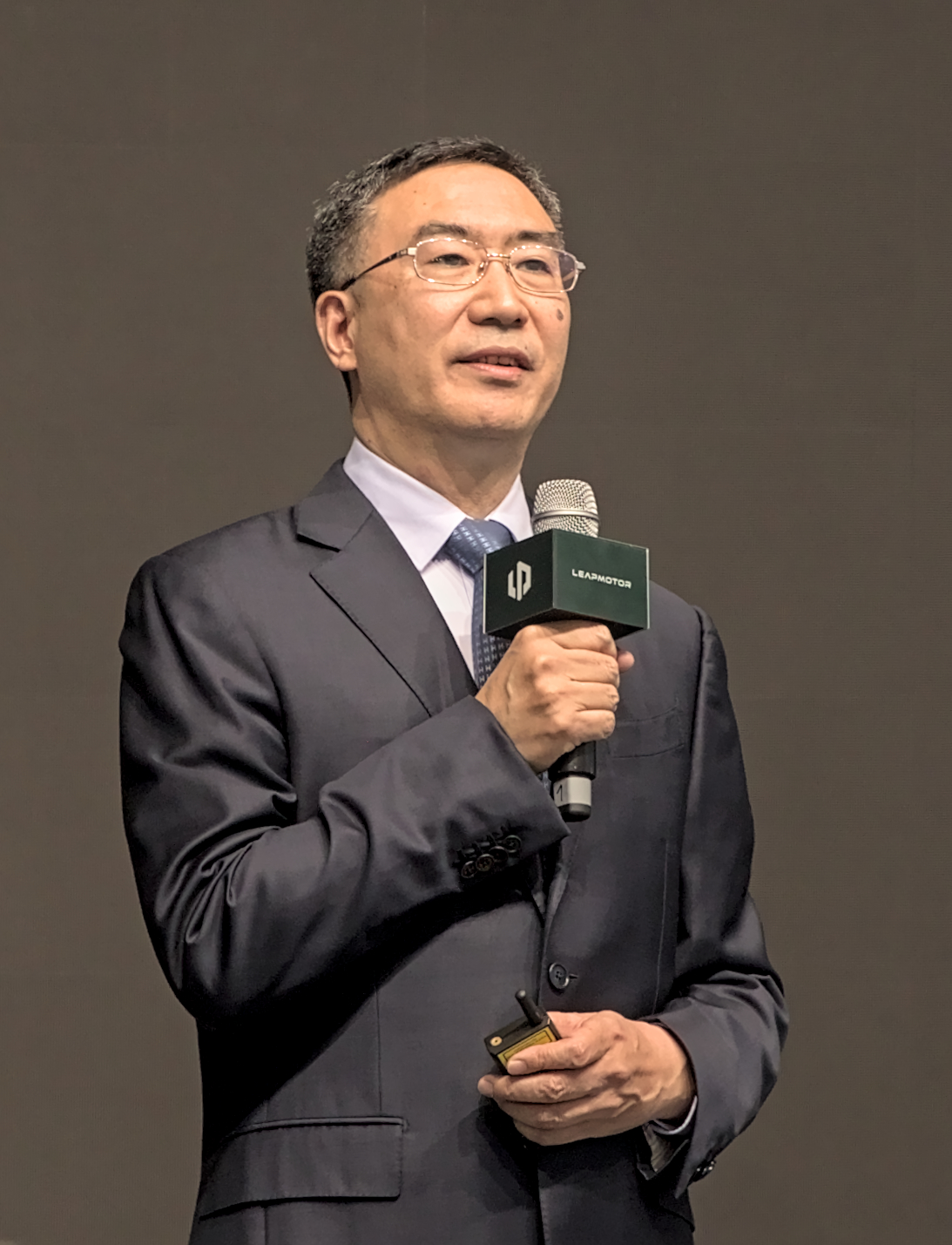
Чжу Цзянмин (2023)

Leapmotor (кит. 零跑; кит. упр. 零跑汽车; кит. трад. 零跑汽車; пиньинь Líng pǎo qìchē) — китайский производитель электромобилей со штаб-квартирой в Ханчжоу.

## История
Компания Leapmotor была основана в декабре 2015 года. 13 июня 2018 года на выставке CES Asia компания Leapmotor объявила, что первый беспилотный автомобиль, получивший название «Lingxin 01», вступил в фазу проверки интеграции. Чип искусственного интеллекта был совместно разработан компаниями Leapmotor и Zhejiang Dahua Technology Co., Ltd (Dahua Technology), и ожидалось, что он будет протестирован на автомобилях во втором квартале 2019 года. Компания вертикально интегрирует компоненты с высокой рентабельностью, разрабатывая и создавая собственные компоненты, такие как тяговые электродвигатели, центральный процессор автомобиля, светодиодное освещение.
В октябре 2018 года компания Leapmotor объявила о планах выпустить 3 новые модели за 2018—2021 годы (LP-S01, LP-T03 и LP-C11), каждая из которых базируется на автомобильных платформах S, T и C.
В июне 2019 года на рынке появилось первое электрическое двухдверное купе Leapmotor S01. Прототип был показан на автосалоне в Гуанчжоу в 2017 году. На тот момент компания привлекла капитал в размере 380 миллионов долларов, и началось строительство завода. Первоначально S01 был представлен как LP-S01 Coupe в 2018 году. Первые поставки S01 состоялись в июне 2019 года.
В мае 2020 года компании Leapmotor и FAW заключили стратегическое партнёрство для совместной разработки электромобилей с искусственным интеллектом. Соглашение также предполагает совместное сотрудничество в области исследований и разработок, производства и применения основных частей интеллектуальных электромобилей, а также дальнейшие исследования по разработке ключевых базовых технологий и внедрению инновационных производственных мер.
11 мая 2020 года компания Leapmotor официально представила второй серийный электромобиль — городской электромобиль Leapmotor T03 в 3 комплектациях. Ценовой диапазон после субсидирования составляет 65800—75800 юаней. Leapmotor T03 оснащён аккумуляторной батареей ёмкостью 36,5 кВт⋅ч с запасом хода 403 км по циклу NEDC.
В ноябре 2020 года компания Leapmotor официально представила третий серийный электромобиль — электрический кроссовер Leapmotor C11, основанный на концепт-каре C-More 2019 года. Он приводится в действие двумя электродвигателями общей мощностью 544 л. с. и крутящим моментом 720 Н⋅м. Запас хода Leapmotor C11 составляет около 600 км.
В октябре 2023 года компания Stellantis объявила о своих инвестициях в Leapmotor стоимостью 1,5 миллиарда евро, приобретя 20% акций Leapmotor для поддержки технологии создания электромобилей.
1 ноября 2023 года китайский производитель лидаров Hesai Technology (Хэсай) официально объявил о своём сотрудничестве с Leapmotor.

## Автомобили

### Серийные
| Модель | Фото | Особенности |
| ------ | ---- | --- |
| S01    |      | Тип кузова: Спортивный автомобиль Класс: (S) Спортивный Двери: 2 Мест для сидения: 2 Аккумулятор: 35.6 кВт⋅ч (380 и 380 Pro) или 48 кВт⋅ч (460 и 460 Pro); литий-ионный аккумулятор Годы производства: июнь 2019—2021 Презентация: ноябрь 2017 (Auto Guangzhou)                                        |
| T03    |      | Тип кузова: Хетчбэк Класс: (A) Городской автомобиль Двери: 5 Мест для сидения: 4 Аккумулятор: 21.6 кВт⋅ч, 31.9 кВт⋅ч, 38 кВт⋅ч или 41 кВт⋅ч; литий-ионный аккумулятор Годы производства: май 2020 — настоящее время Презентация: март 2020                                                             |
| C11    |      | Тип кузова: Универсал Класс: (J) среднеразмерный SUV Двери: 5 Мест для сидения: 5 Аккумулятор: 30.1 кВт⋅ч (EREV 180), 43.74 кВт⋅ч (EREV 285), 69.2 кВт⋅ч (500), 89.55 кВт⋅ч (650) or 89.97 кВт⋅ч (580 AWD) Li-ion Годы производства: 2021 — настоящее время Презентация: декабрь 2020 (Auto Guangzhou) |
| C01    |      | Тип кузова: седан Класс: (D) Среднеразмерный седан Двери: 4 Мест для сидения: 5 Аккумулятор: 62.8 кВт⋅ч (525), 78.54 кВт⋅ч (606) or 90 кВт⋅ч (717 and 630 AWD) Li-ion Годы производства: 2022 — настоящее время Презентация: май 2022                                                                  |
| C10    |      | Тип кузова: Универсал Класс: (J) полноразмерный SUV Двери: 5 Мест для сидения: 5—7 Презентация: сентябрь 2023 (2023 Munich Motor Show) |
| C16    |      | Тип кузова: Универсал Класс: (J) полноразмерный SUV Двери: 5 Мест для сидения: 5—7 Презентация: апрель 2024 (Пекинский международный автосалон) |
| B10    |      | Тип кузова: Универсал Класс: (J) компактный кроссовер Двери: 5 Мест для сидения: 5—7 Презентация: октябрь 2024 (Парижский автосалон) |
| B01    |      | Тип кузова: седан Класс: (C) компактный седан Двери: 4 Мест для сидения: 5 Презентация: апрель 2025 (Шанхайский автосалон) |

Leapmotor C01 — первый электромобиль с аккумуляторами, встроенными в днище кузова.

### Концептуальные
Компания Leapmotor представила один концепт-кар.
| Модель | Фото | Особенности |
| ------ | ---- | --- |
| C-More |      | Тип кузова: SUV Класс: (J) Среднеразмерный Двери: 5 Мест для сидения: 7 Презентация: апрель 2019 (Auto Shanghai) |

## Продажи
| Год  | Продажи |
| ---- | ------- |
| 2019 | 1,000   |
| 2020 | 10,266  |
| 2021 | 43,121  |
| 2022 | 111,168 |